# 日本アルミニウム協会
一般社団法人日本アルミニウム協会（英文名称Japan Aluminium Association. ）は、アルミニウム関連企業による業界団体。

## 概要
- 本部 - 〒104-0061 東京都中央区銀座4-2-15
- 会長 - 石原美幸（UACJ取締役会長）
- 沿革
  - 1978年5月25日 - 日本アルミニウム連盟設立
  - 1980年7月1日 - 通商産業省（現・経済産業省）より社団法人の認可を受ける
  - 1999年4月1日 - 社団法人軽金属協会と統合、社団法人日本アルミニウム協会に名称変更
- 主な事業
  - アルミニウム産業に関する調査統計・広報活動
  - 月刊「アルミ協会レポート」をはじめとする刊行物の発行
  - アルミ缶等のリサイクルの推進
  - 政府・関係機関等に対する働きかけ
- 会員
  - 社団法人新金属協会
  - 日本エクステリア工業会
  - 社団法人日本ダイカスト協会
  - 社団法人日本鍛造協会
  - 社団法人日本電線工業会
  - 他、アルミニウム関連企業144社